# Sveti Martin na Muri

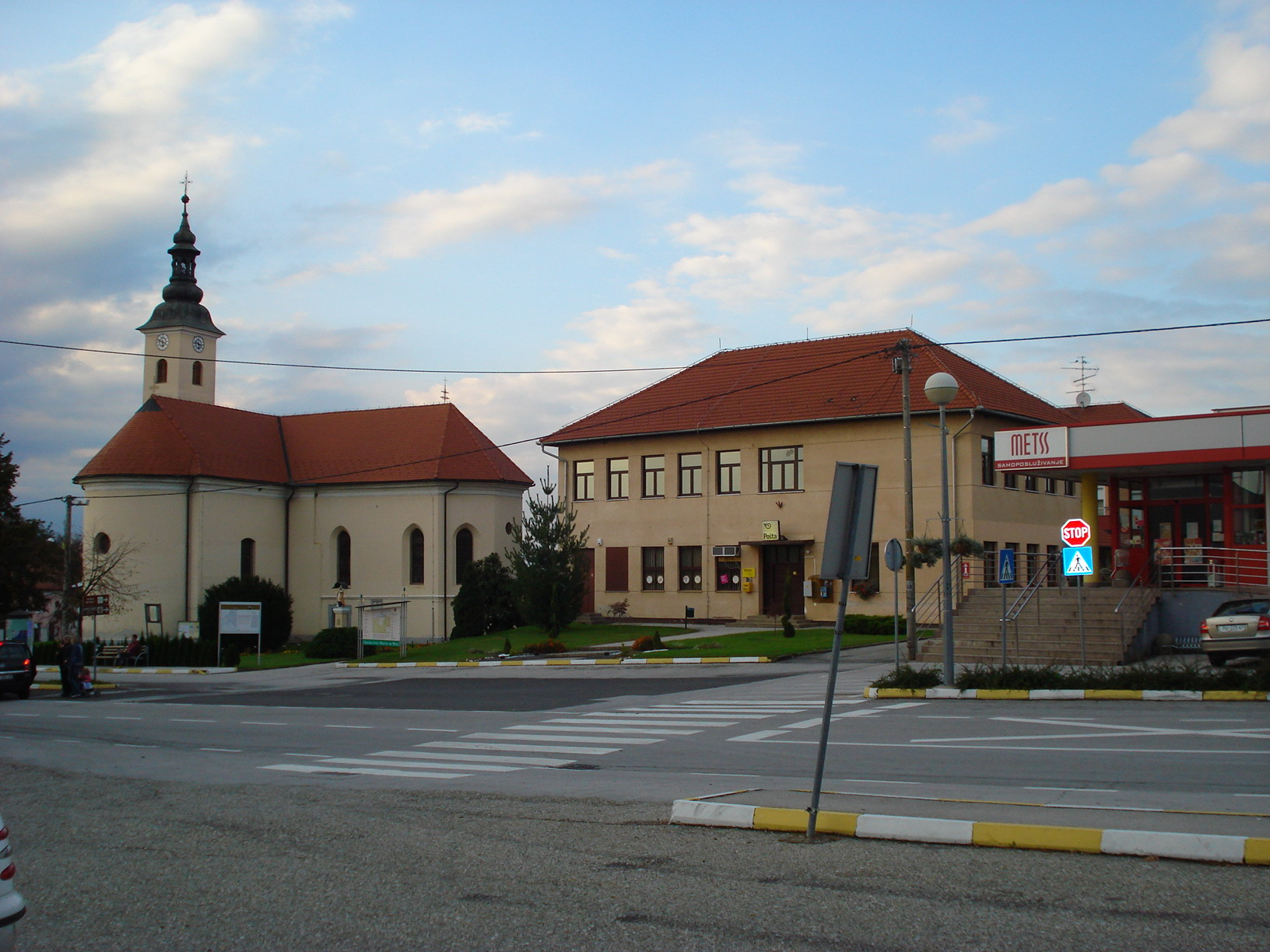
Ortsmitte

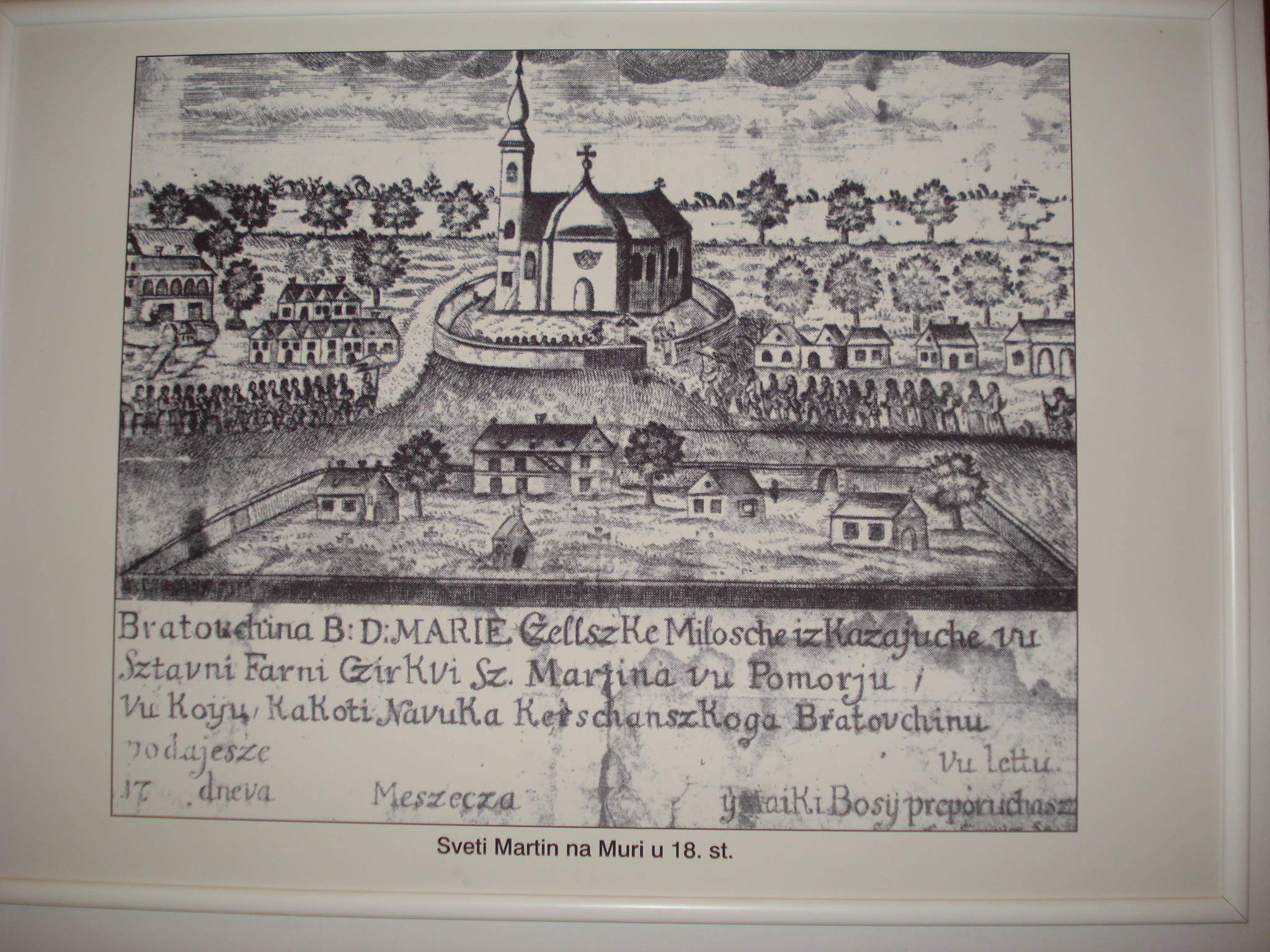
Ort im 18. Jahrhundert

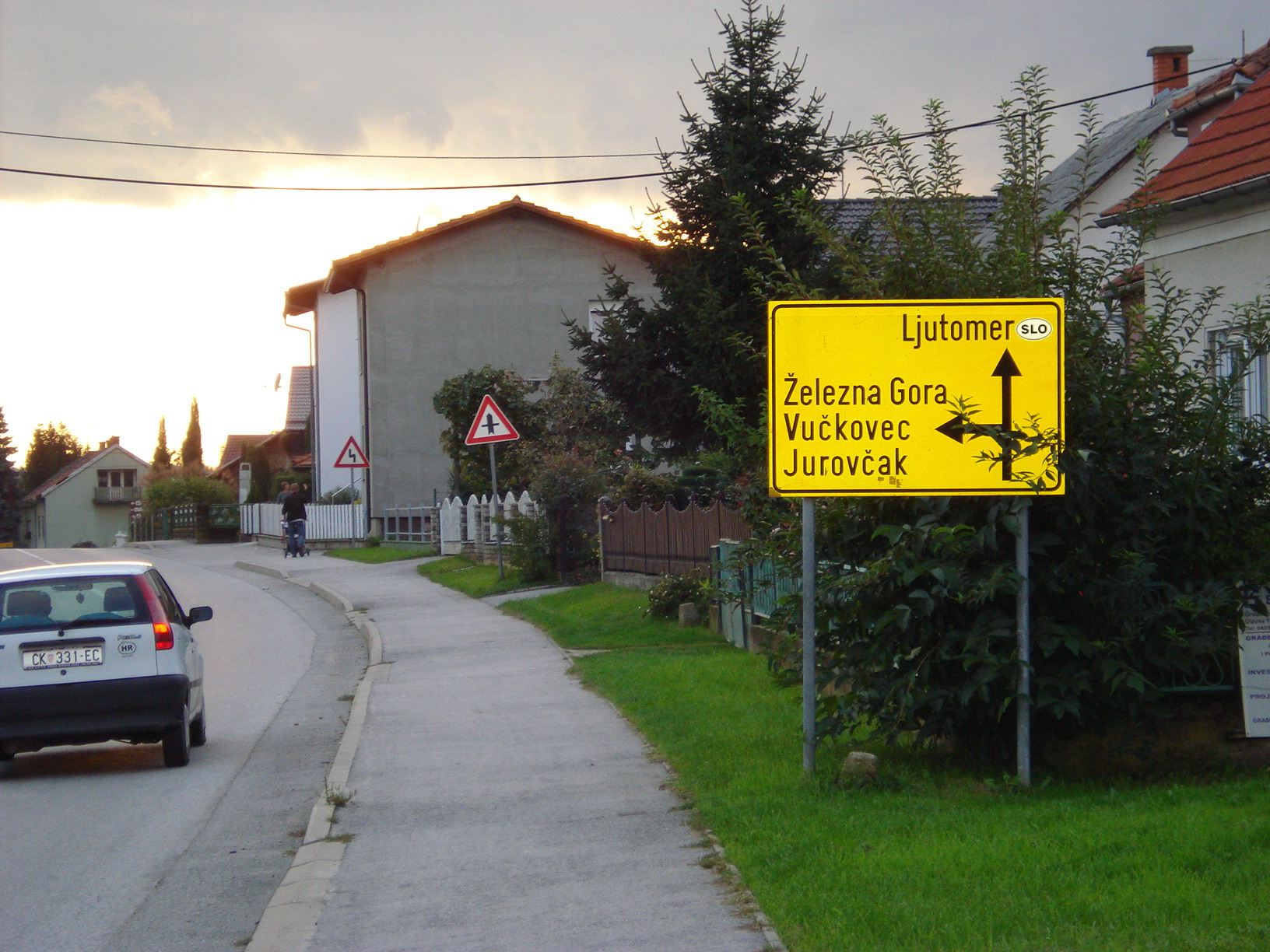
Wegweiser nach Vučkovec am Ortsende

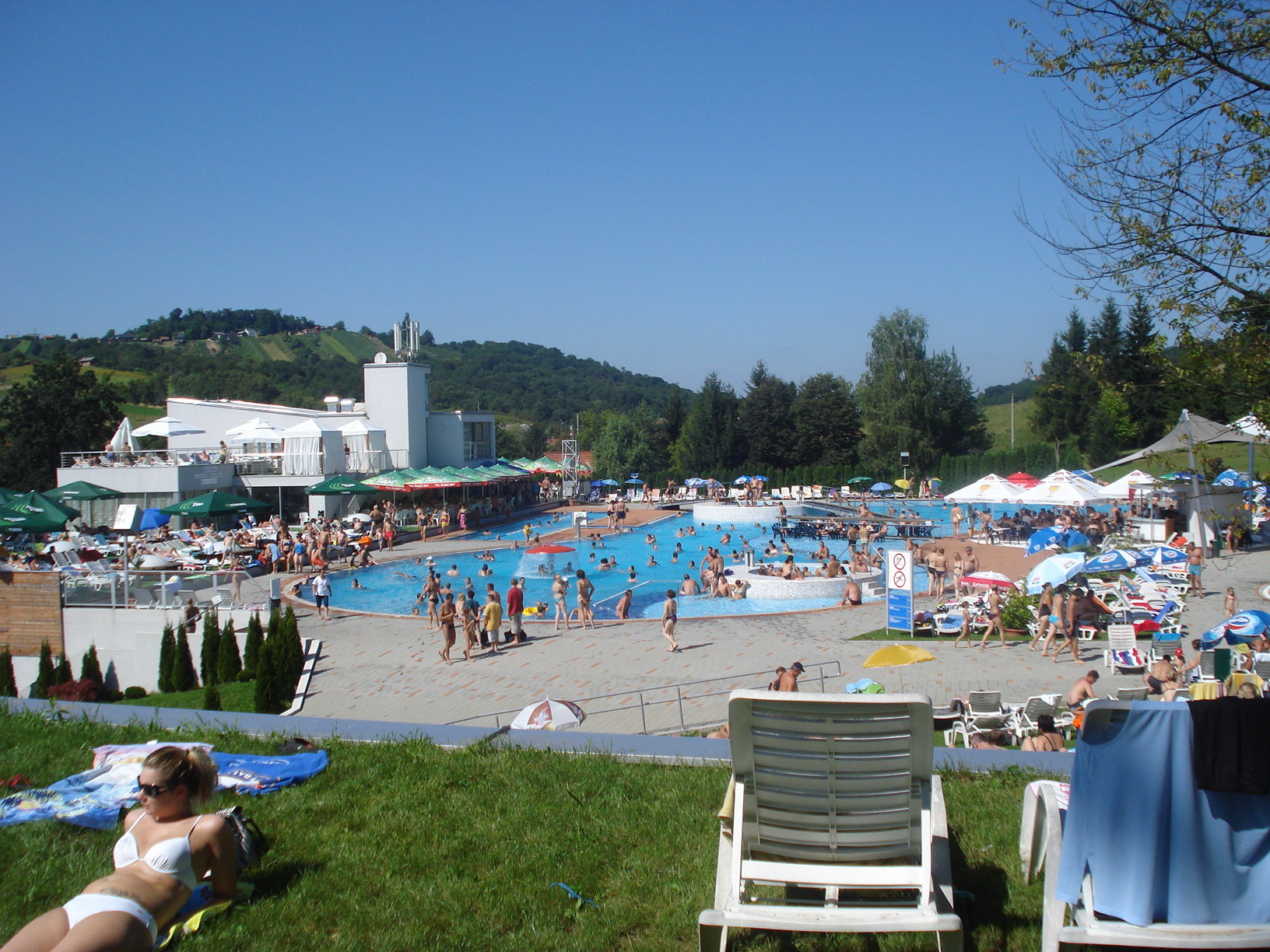
Badeanlage der Lokalität Vučkovec im südlichen Teil der Gemeinde

Sveti Martin na Muri (deutsch Sankt Martin an der Mur) ist eine kroatische Ortschaft und Gemeinde in der Gespanschaft Međimurje.

## Geographie
Die Gemeinde liegt in einer hügeligen Gegend zwischen Weinbergen im äußersten Norden der Gespanschaft Međimurje am rechten Ufer des Flusses Mur und grenzt an Slowenien. Sie breitet sich auf einer Fläche von 25,24 km² aus (ungefähr 3,46 % der ganzen Gespanschaft) und gehört in die Reihe der mittelgroßen Gemeinden.
Die Gemeinde besteht aus vierzehn Ortschaften: 
- Brezovec
- Čestijanec
- Gornji Koncovčak
- Gradiščak
- Grkaveščak
- Jurovčak
- Jurovec
- Kapelščak
- Lapšina
- Marof
- Sveti Martin na Muri
- Toplice Sveti Martin
- Vrhovljan
- Žabnik

Zwischen den Ortschaften Grkaveščak und Jurovčak wurde vor dem Ersten Weltkrieg bei Tiefbohrungen nach Erdöl eine Thermalquelle gefunden und Vučkovec (zu deutsch: Wutschkowetz) genannt. 

## Bevölkerung
Bei der letzten Volkszählung im Jahre 2011 hatte die Gemeinde Sveti Martin na Muri 2605 Einwohner, davon leben 435 in der gleichnamigen Ortschaft, die die größte in der Gemeinde ist.
Die Bevölkerungsdichte in der Gemeinde beträgt ca. 103 Einwohner pro Quadratkilometer.

## Geschichte
Sveti Martin na Muri ist einer der ältesten Orte und Gemeinden Međimurjes. Hier befindet sich eine wichtige archäologische Lokalität aus der römischen Zeit. An der Stelle, an der eine römische Straße von der Richtung Ptuj (Poetovio) nach Lendava (Unterlimbach) den Fluss Mur überquerte, gründeten die Römer ein Municipium namens Halicanum. Ein Fundort mit seltenen römischen Münzen und anderen Überresten der antiken Kultur wurde hier entdeckt und teilweise untersucht.
Im Mittelalter war das Gebiet wegen seiner Lage wichtig. Der Pfarrei Sankt Martin wird erstmals 1334 erwähnt. Einige gotische und barocke Kirchen wurden in der damaligen Zeit oder etwas später gebaut, als auch Schlösser und Herrenhäuser (Gradiščak, Lapšina). Die Schlösser Gradiščak und Lapšina gehörten im 16. und 17. Jahrhundert Mitgliedern des Adelsgeschlechts Mlakovečki (ungarisch Malakóczi oder Malakóczy).

## Wirtschaft
Die Gemeinde gehörte schon immer zu den wirtschaftlich weniger entwickelten Gebieten der Gespanschaft Međimurje. Die Einwohner haben meistens vom Ackerbau, Weinbau und der Viehzucht gelebt.
In der letzten Zeit jedoch entwickeln sich Industrie und Fremdenverkehr immer mehr, so dass es heute 54 aktive Unternehmer mit 537 Beschäftigten, sowie 37 Handwerker gibt. In Vrhovljan, in unmittelbarer Nachbarschaft zum Gemeindesitz Sveti Martin na Muri, gibt es eine funktionierende Wirtschaftszone auf einer Fläche von rund 14 ha. Ein paar Kilometer südlich hat sich heute um die Thermalquelle und die alte Badeanlage Vučkovec der moderne Thermalbad-Komplex „Toplice Sveti Martin“ entwickelt. 

## Sehenswürdigkeiten
- Gotisch-barocke Kirche zum hl. Martin
- Schiffsmühle auf der Mur
- Flussfähre auf der Mur
- Landschaftsschutzgebiet der Mur
- Gestüt des Međimurje-Pferdes in der Ortschaft Žabnik